# Andre Smith (cestista 1985)
Andre Jermaine Smith (Saint Paul, 21 febbraio 1985) è un ex cestista statunitense, che giocava come ala grande.

## Carriera

### Carriera collegiale
Dopo aver frequentato la Como Park High School della sua natale Saint Paul si iscrive alla North Dakota State College of Science, un junior college dove gioca per la squadra locale squadra di pallacananestro, inserita nel circuito NJCAA. Nei suoi due anni di permanenza lì, colleziona rispettivamente 12 punti e 10 rimbalzi di media per partita e 13,6 punti e 9,7 rimbalzi di media per partita.
Terminati i due anni al junior college si iscrive alla North Dakota State University dove gioca per i Bison. Durante la due stagioni all'università realizza 15,1 punti a partita in 55 incontri.

### Carriera professionistica
Chiusa la sua carriera collegiale, inizia a girare il mondo. La sua prima esperienza professionistica l'ha con gli svizzeri dell'Herens Sions per poi trasferirsi in Giappone presso gli Albirex Niigata. Successivamente gioca per gli Everton Tigers in Inghilterra e per due anni per i turchi del Pınar Karşıyaka. Proprio in Turchia viene nominato "giocatore straniero dell'anno" e viene inserito nel quintetto ideale dell'intera lega. Nell'estate 2011 si trasferisce alla Juvecaserta, fortemente voluto dal coach-general manager Stefano Sacripanti. È il miglior marcatore e giocatore con la migliore valutazione della regular season 2011-12.
Il 22 luglio 2013 viene ingaggiato dalla Reyer Venezia Mestre.
Dopo una stagione condita da buone statistiche, alla penultima giornata di campionato contro la Virtus Roma Smith litiga con i compagni in campo, insulta i propri tifosi che invitavano la squadra a un maggior impegno e finisce con atteggiamenti di scherno verso compagni e tifosi, provocando le ire del pubblico, tanto da dover uscire scortato da un'uscita secondaria.
Il giorno successivo, il 5 maggio 2014 la Reyer Venezia comunica di aver esonerato da ogni attività e messo fuori rosa il giocatore, che quindi non indosserà più la maglia granata.

## Palmarès
- Coppa di Russia: 1

Krasnye Kryl'ja Samara: 2012-13
- EuroChallenge: 1

Krasnye Kryl'ja Samara: 2012-13